# Via Popilia

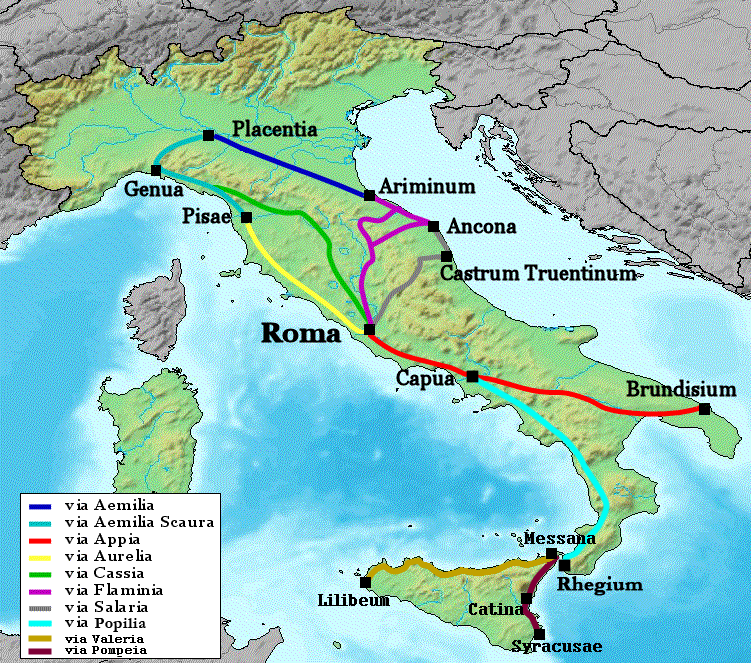
Några viktiga romerska vägar med Via Popilia markerad i turkos.

Via Popilia var namnet på tre olika vägar i antikens Italien. Den här artikeln handlar om den via Popilia som ibland även kallas Via ab Regio ad Capuam eller Via Annia.
Via Popilia gick från Rom till yttersta spetsen på "tån", det vill säga Rhegium. Via Popilia passerade bland annat städerna Capua, Nuceria Alfaterna, Moranum, Consentia, Vibona nuvarande Vibo Valentia och Rhegium. Vägen var cirka 475 kilometer. Vägen byggdes år 132 f.Kr.